# Лазурі (Селаж)
Лазурі (рум. Lazuri) — село у повіті Селаж в Румунії. Входить до складу комуни Валкеу-де-Жос.
Село розташоване на відстані 393 км на північний захід від Бухареста, 24 км на захід від Залеу, 73 км на північний захід від Клуж-Напоки.

## Населення
За даними перепису населення 2002 року у селі проживали 289 осіб, усі — румуни. Усі жителі села рідною мовою назвали румунську.